# Cascade du Kletterbach
La cascade du Kletterbach est une chute d'eau du massif des Vosges située sur la commune de Lautenbachzell dans le Haut-Rhin.

## Références

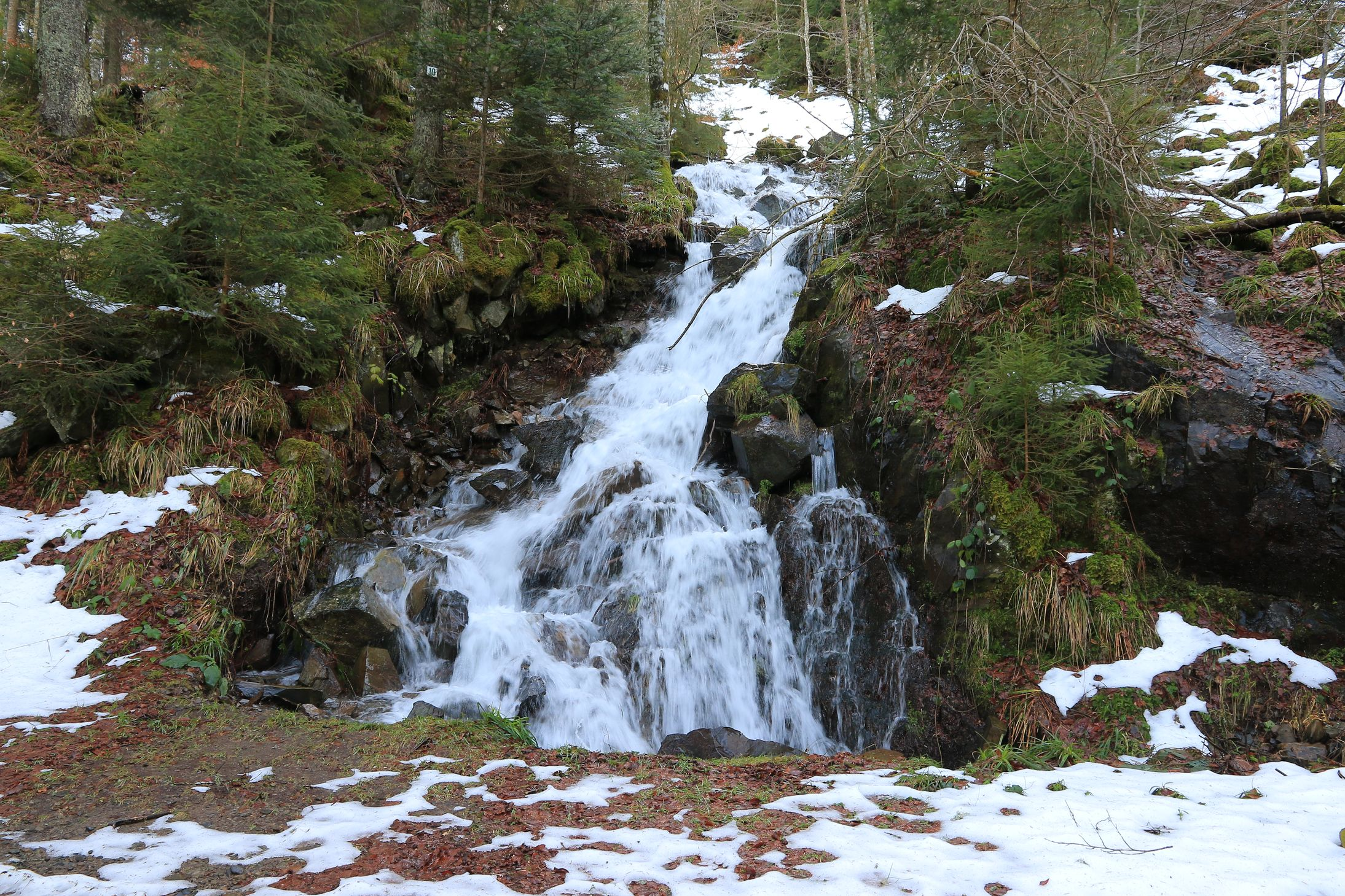
Cascade du KLETTERBACH, partie haute

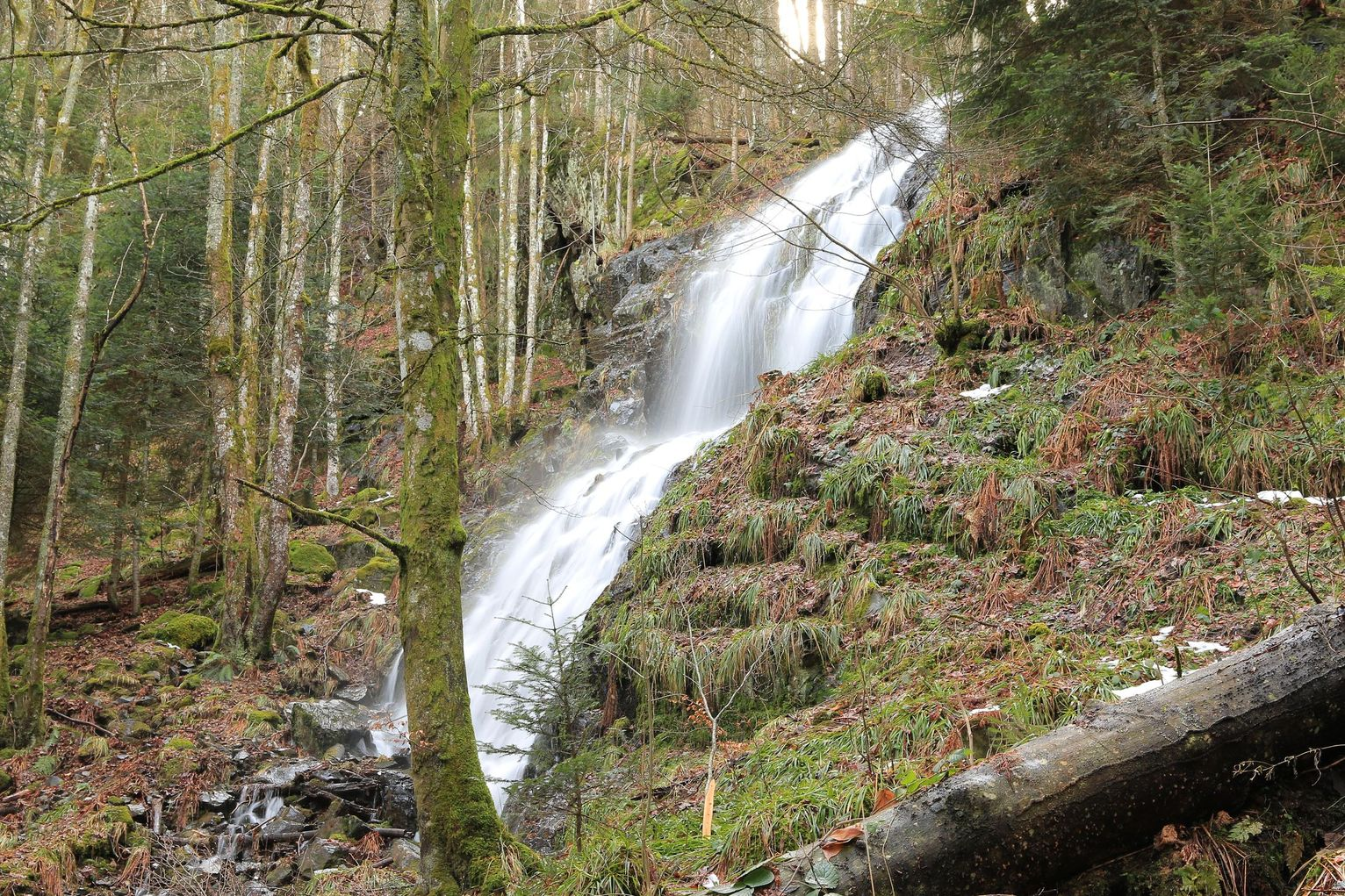
Cascade du KLETTERBACH, partie basse, a gauche

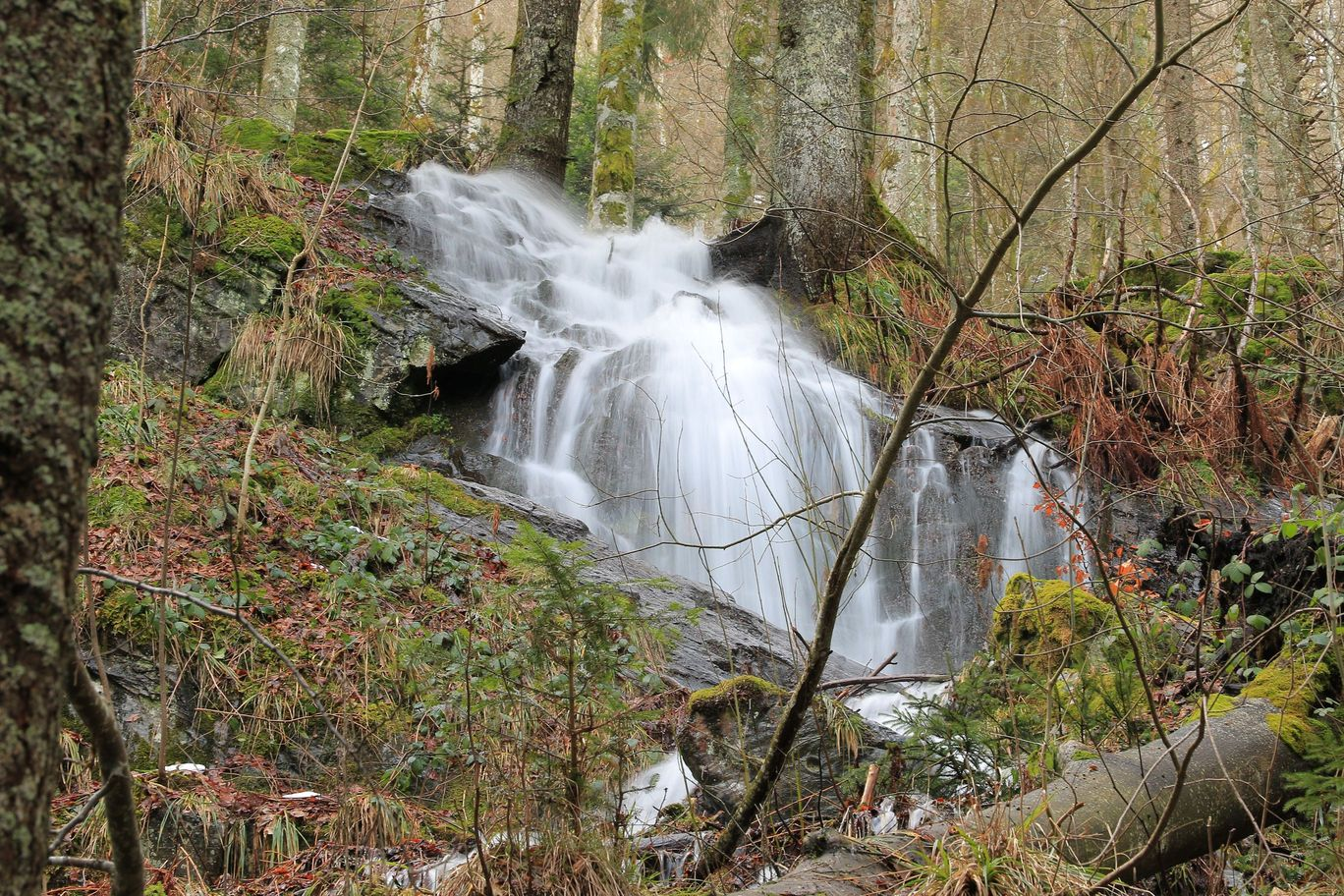
Cascade du KLETTERBACH, partie basse, a droite